# Parti Roumanie unie
Le Parti Roumanie unie (en roumain : Partidul România Unită, abrégé en PRU) est un ancien parti politique conservateur roumain fondé le 23 avril 2015 et dissous le 11 juillet 2022.

## Histoire
Bogdan Diaconu (ro), alors membre du PSD, est élu député de Bucarest pour la législature 2012-2016. Il démissionne du PSD en 2014 et annonce la création du PRU qui devient effective en 2015.

## Idéologie
L'idéologie du parti est centré sur la « national-démocratie » de Nicolae Iorga et sur la justice sociale, le protectionnisme, le nationalisme roumain et la lutte contre la corruption.
Le parti est opposé, entre autres, à l'entrée de la Roumanie dans la zone euro, au mariage homosexuel et au partenariat transatlantique.

## Résultats électoraux
Lors des élections locales de 2016, deux maires et 169 conseillers locaux membres du parti sont élus.

### Élections parlementaires
| Année | Chambre des députés | Chambre des députés | Chambre des députés | Chambre des députés | Sénat   | Sénat | Sénat | Sénat   |
| Année | Voix                | %                   | Rang                | Mandats             | Voix    | %     | Rang  | Mandats |
| ----- | ------------------- | ------------------- | ------------------- | ------------------- | ------- | ----- | ----- | ------- |
| 2016  | 196 397             | 2,79                | 7e                  | 0 / 330             | 207 977 | 2,95  | 7e    | 0 / 136 |